# Турчянски Петер
Турчянски Петер (словац. Turčiansky Peter) — село, громада округу Мартін, Жилінський край, регіон Турєц. Кадастрова площа громади — 4,62 км².
Населення 493 особи (станом на 31 грудня 2018 року).

## Історія
Турчянски Петер згадується 1309 року.

## Географія
Протікають Петерський потік і Требостовський потік.

## Населення
| Рік:            | 1994. | 2004.    | 2014.    | 2024.    |
| --------------- | ----- | -------- | -------- | -------- |
| Кількість осіб: | 237   | 319      | 452      | 587      |
| Різниця:        |       | +34,59 % | +41,69 % | +29,86 % |

| Рік:            | 2023. | 2024.   |
| --------------- | ----- | ------- |
| Кількість осіб: | 570   | 587     |
| Різниця:        |       | +2,98 % |